# Clytoceyx
Het geslacht Clytoceyx is in 1880 door Richard Bowdler Sharpe beschreven als monotypisch geslacht voor de kikkerbekijsvogel uit de familie ijsvogels (Alcedinidae). Volgens onderzoek gepubliceerd in 2017 kan deze soort beter worden geplaatst in het geslacht Dacelo.